# Angelika Kühnen

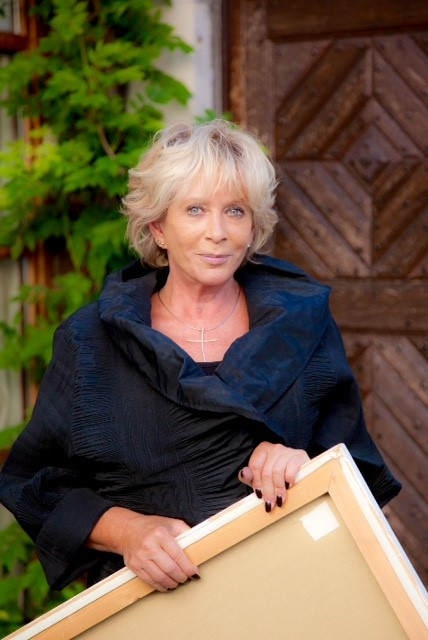
Angelika Kühnen (2017)

Angelika Kühnen (* 1960 in Essen; † Mai 2024 in Stolberg (Rheinland)) war eine niederländische Malerin.

## Leben
Während ihrer Ausbildung zur Goldschmiedin beschäftigte sich Angelika Kühnen mit Kunst.
Anschließend studierte sie Malerei und Kunstgeschichte in Zürich bei Wolfgang Oppermann.
Als Gasthörerin studierte sie an der Düsseldorfer Kunstakademie und Maastrichter Kunstakademie. Durch ein Eutonie-Studium bei Wolfgang Nestler im Ludwig Forum für Internationale Kunst Aachen vertiefte sie ihre Ausbildung.
Seit 1993 hatte sie ein gemeinsames Atelier mit Hartmut Ritzerfeld, einem Meisterschüler bei Joseph Beuys. Sie ist Gründungsmitglied des „dreieck-triangle-driehoek“, des Fördervereins kulturschaffender Frauen in der Euregio Maas-Rhein e.V. und Gründungsmitglied des Bundesverbands bildender Künstler Aachen e.V.
Mehrere Jahre leitete sie als Kuratorin den Europäischen Kunsthof in Vicht und Stolberg. Hier präsentierte sie zahlreiche Ausstellungen mit Bildern von Pablo Picasso, Salvador Dalí, Joan Miró, Gerhard Richter, Jörg Immendorff, Karl Otto Götz, Georges Braque oder Lovis Corinth.
Die Akademie der schönen Künste in Moskau verlieh ihr 2002 die Ehrenprofessur für ihre Verdienste um den deutsch-russischen Kulturaustausch.
Angelika Kühnen war aktive Tierschützerin. Ende Mai 2024 ist sie gestorben.

## Ausstellungen
- Galerie Burkhard H. Eikelmann, Essen und Düsseldorf, 1992
- Galerie Monika Elisabeth, Hemer, 1993
- Georg’s Galerie, Sylt, 1994
- Kulturforum Saarburg, 1994
- Ludwig Forum für Internationale Kunst, Aachener Kultursommer, 1994
- Galerie M. Jaime Nel, Barcelona, 1994
- Galerie Jennissen (NL), ART, 1995
- Galerie Vera van Lear, Knokke und Antwerpen, 1995
- Hotel The Mirage bei Siegfried & Roy, Las Vegas, USA, 1995
- „NW-Museum“ Sammlung zeitgenössischer Kunst, Düsseldorf, 1996
- Badpaviljoen Domburg – 1. ART-Hotel der Niederlande, 1996
- Haubrichforum Köln, 1996
- Neuer Aachener Kunstverein
- Belgischer Rundfunk „Zeitgleich“ BBK-Euregio
- F. G. Conzen, Düsseldorf, 1997
- Galerie Burg Stolberg
- Frauenmuseum (Bonn)
- Galerie Burch & Klemm Berlin – Charlottenburg
- Kaisersaal der Residenz München zus. mit dem Auktionshaus Sotheby’s
- Sammlung Hans Heinrich Thyssen-Bornemisza de Kászon
- Museum Zitadelle Jülich
- Museum Zinkhütter Hof Stolberg
- Schloss St. Luca, Spanien
- „Kunstströme“ Haus der Freundschaft + Museum der Künstlerunion Moskau
- Galeria de Arte Canario Contemporáneo, Museo Néstor Las Palmas de Gran Canaria
- Galeria de Arte Magda, Lázaro, Santa Cruz de Tenerife
- Museum Vaals, „de Kopermolen“, Euriade Festival
- „Actos de la noche de Atenea“, Ermita de San Miguel, La Laguna, Tenerife
- La otra Galeriá, Port d’Andratx, Mallorca, Spanien
- Centro Cultural Andratx, “Sa Taronja” Andratx, Mallorca

## Fernsehberichte
- Fernsehsendung: Panorama „Kunst der Angelika Kühnen“ mit dem staatlichen Kulturamt Peru für das peruanische Fernsehen 1993
- KuK (WDR), Kunst zum Thema Rassismus 1996
- Fernsehsendung TROS (NL), 1. ART-Hotel der Niederlande in Domburg 1996
- WDR-Fernsehen, Aachen Fenster Okt. 1999
- Moskau Fernsehen „Stalize“ Kulturbericht zur Ausstellung „Kunstströme“
- WDR Fernsehen, Lokalzeit Aachen, Europäischer Kunsthof Vicht 2003